# Dorothea von Dänemark und Norwegen

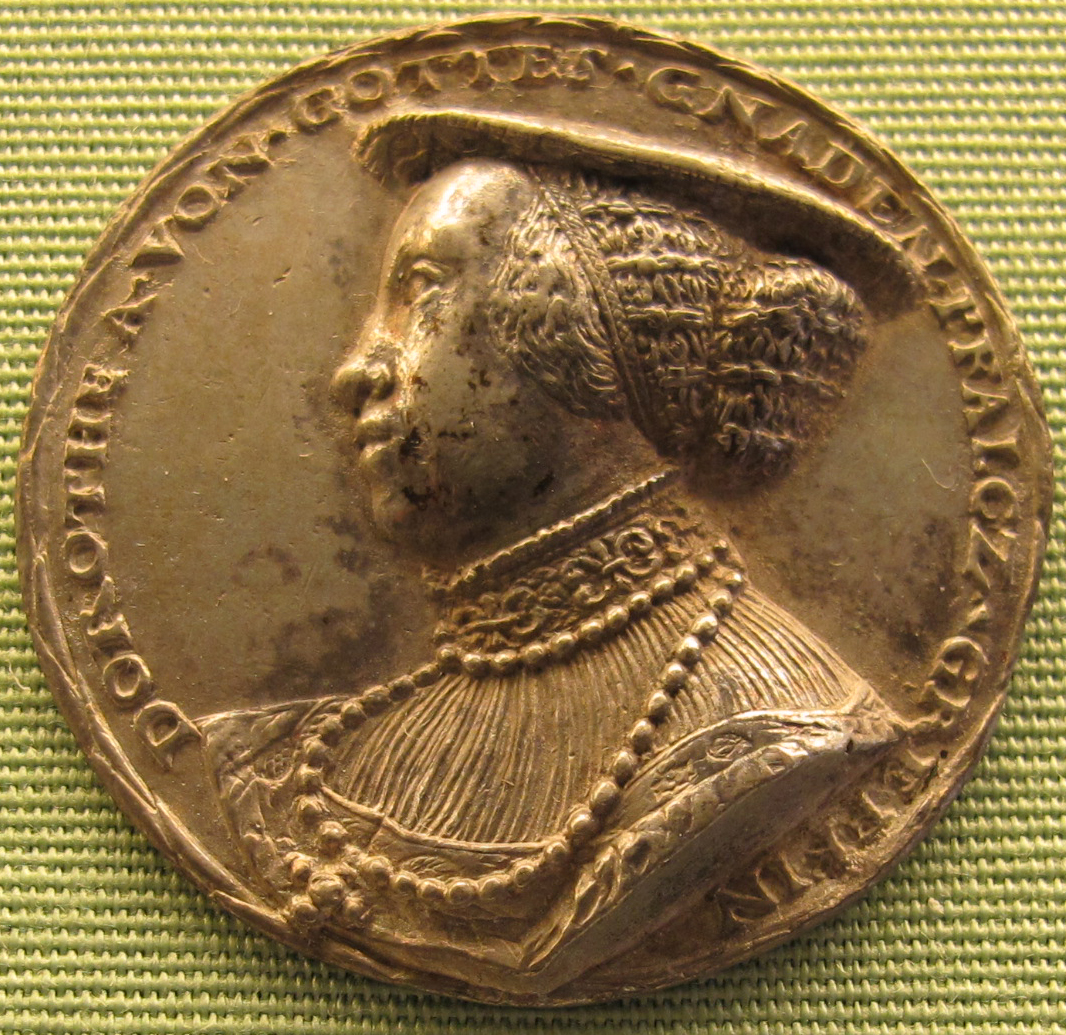
Dorothea-Medaille (Matthes Gebel, 1537)

Dorothea von Dänemark und Norwegen (* 10. November 1520; † 31. Mai 1580 in Neumarkt in der Oberpfalz) war eine dänische Prinzessin und Ehefrau des Kurfürsten Friedrich II. von der Pfalz.

## Leben
Ihre Eltern waren der König Christian II. von Dänemark und Norwegen und Isabella von Österreich, eine Tochter von König Philipp I. von Spanien. Dorothea war somit eine Nichte des Kaisers Karl V. Sie hatte vier ältere Brüder, von denen bei ihrer Geburt nur noch Johann (auch Hans, * 1518) lebte, und eine jüngere Schwester Christina.

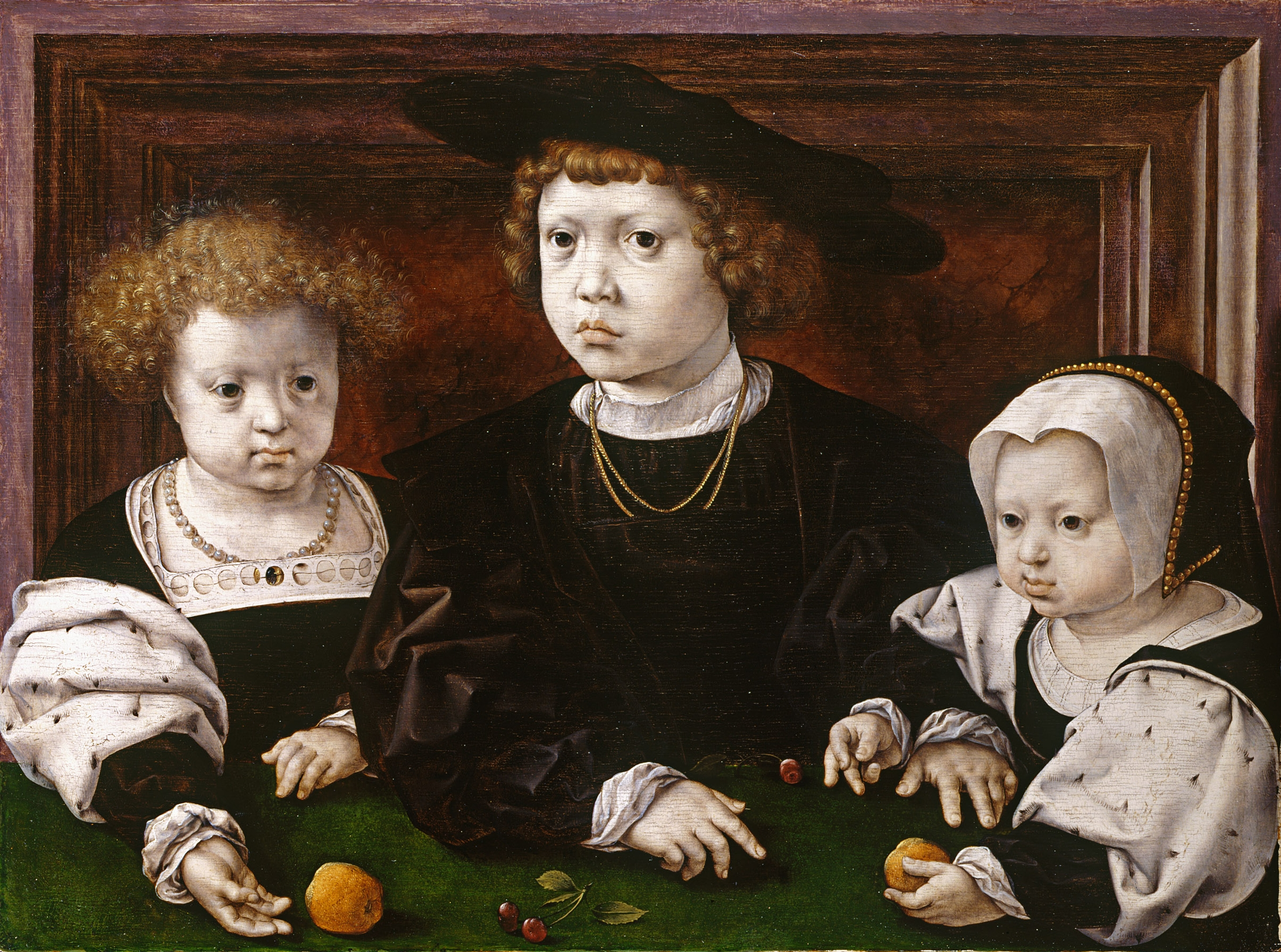
Dorothea (links) mit ihren Geschwistern Johann und Christina (Gemälde von Jan Gossaert 1526)

Ihr Vater wurde 1523 als König der Königreiche Dänemark, Schweden und Norwegen abgesetzt. Die Kalmarer Union löste sich durch die schwedische Unabhängigkeitserklärung auf. Der abgesetzte König zog mit seiner Familie nach Flandern zur Familie seiner Ehefrau. Dort starb Dorotheas Mutter 1526 24-jährig in Gegenwart ihrer Kinder. Die Kinder wurden von nun an von Margarete von Österreich, der Tante des Kaisers und Statthalterin der Niederlande, die bereits ihre Mutter erzogen hatte, und nach deren Tod 1530 von ihrer Tante Maria von Österreich, Margarethes Nachfolgerin, aufgezogen. Obwohl ihre Eltern beide Anhänger Martin Luthers gewesen waren, war ihre Erziehung katholisch geprägt.
Im Jahr 1531 zog ihr Vater nach Norwegen, um sein Reich zurückzuerobern. Der Versuch scheiterte. Christian II. wurde 1532 gefangen und blieb bis zum Ende seines Lebens in dänischen Schlössern eingesperrt. Im selben Jahr starb Dorotheas Bruder Johann mit 14 Jahren in Regensburg, wohin er den Kaiser begleitet hatte. Damit galt Dorothea als Erbin des dänischen, norwegischen und schwedischen Thron und war für ihren Onkel ein wichtiges politisches Werkzeug.
Karl V. verheiratete seine Nichten beide sehr jung. Dorothea wurde 1535 die Frau des 38 Jahre älteren Friedrich (II.) von der Pfalz. Ihr Ehemann war ein Freund des Kaisers und katholisch. Die Hochzeitsfeierlichkeiten auf dem Heidelberger Schloss wurden von Peter Harer in einem ausführlichen Gedicht beschrieben. Zum Zeitpunkt der Eheschließung kämpfte der dänische König Christian III. in der Grafenfehde gegen Anhänger von Dorotheas Vater. Ambrosius Bogbinder, der Bürgermeister von Kopenhagen, bot Friedrich den dänischen Thron an. Mit Kopenhagens Kapitulation im August 1536 zerschlug sich diese Hoffnung jedoch. Dorothea trug jedoch zeitlebens den Titel einer Erbin von Dänemark, Schweden und Norwegen. Ihr Onkel unstützte ihren Anspruch wenigstens theoretisch, schloss dann aber 1544 einen Vertrag mit Christian III., in dem er diesen als rechtmäßigen König von Dänemark und Norwegen anerkannte.
Im selben Jahr 1544 wurde Friedrich Pfalzgraf und Kurfürst. Das Paar residierte nun in Heidelberg. Enttäuscht über die fehlende kaiserliche Unterstützung in der dänischen Thronfolge konvertierten sie zum Luthertum. Lutherischer Hofprediger am kurfürstlichen Hof war ab 1549 Ottmar Stab (um 1507–1585). Nach dem Tod ihres Ehemannes 1556 schloss sie keine neue Ehe, sondern lebte als Witwe im Pfalzgrafenschloss in Neumarkt, wo sie in konfessionspolitischer Hinsicht – auch im Zusammenwirken mit dem späteren Kurfürsten Ludwig VI., damals kurpfälzischer Statthalter in Amberg – als überzeugte Anhängerin Luthers die Einführung des Calvinismus verhinderte. Diesen hatte Kurfürst Friedrich III. 1563 in der Kurpfalz eingeführt. Dorotheas Leibarzt war von 1570 bis zu ihrem Tod der Nürnberger Stadtarzt Melchior Ayrer.
1559, nach dem Tod ihres Vaters, verzichte Dorothea auf die Thronansprüche zugunsten ihrer Schwester Christina.
Dorotheas Ehe war kinderlos geblieben. Nach ihrem Tod wurde sie in der Heiliggeistkirche in Heidelberg bei ihrem Ehemann begraben. Das Grabmal wurde im Pfälzischen Erbfolgekrieg zerstört.